# Nós, Voz, Eles (turnê)
Nós, Voz, Eles foi a sétima turnê da cantora e compositora brasileira Sandy. A turnê promoveu seu terceiro álbum de estúdio, Nós, Voz, Eles (2018), um projeto de colaborações. Em agosto de 2018, Sandy anunciou as primeiras datas da turnê, que estreou no mesmo mês. Na setlist, Sandy mistura as canções do álbum Nós, Voz, Eles com as de seus trabalhos anteriores, como Manuscrito, Sim e Meu Canto, bem como alguns covers e canções da dupla Sandy & Junior. Sandy quis trazer para o palco um cenário que refletisse seu estúdio particular, mostrado na websérie que apresenta o processo de concepção das canções do álbum homônimo. Os últimos shows da turnê aconteceram em fevereiro de 2019, um mês antes de Sandy e seu irmão, o músico Junior Lima, anunciarem uma turnê em comemoração aos 30 anos da primeira apresentação televisionada da então dupla.

## Desenvolvimento
O show da turnê Nós, Voz, Eles tem direção artística de Sandy, musical de Lucas Lima e cenográfica de Zé Carratu. Sandy quis fazer do cenário uma "extensão" de seu estúdio particular, remontando no palco o que é mostrado na websérie Nós, Voz, Eles, onde ela apresenta o processo de concepção das canções do álbum homônimo. No cenário há ainda uma poltrona, cortinas vermelhas, janelas e um telão de led projetando vídeos e a aparição dos convidados do projeto. Na hora de interpretar "Tempo", Sandy chama para o palco um fã, que fica frente a frente com a cantora e a assiste cantar.

## Recepção

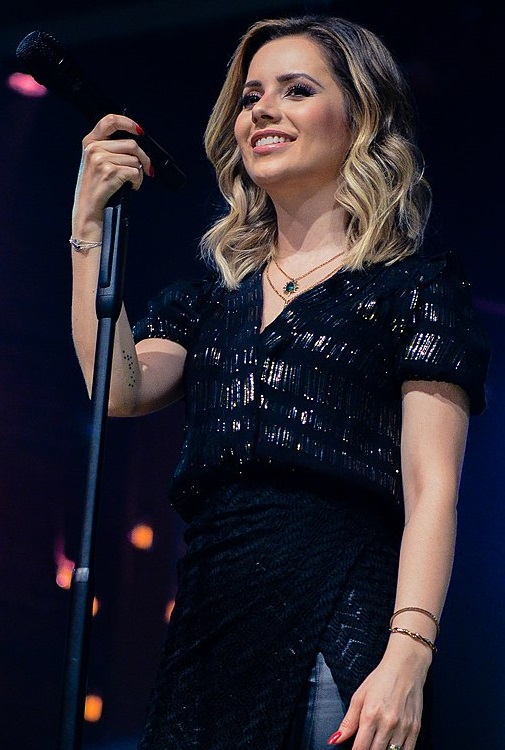
Sandy durante um show da turnê no Espaço das Américas, São Paulo, em dezembro de 2018

O Correio do Povo afirmou que "Sandy mostrou um crescimento profissional criativo" e que o show mantém "toda a sua essência romântica e melancólica." O GaúchaZH descreveu o show como "intimista", enquanto o Jornal do Commercio, escrevendo sobre a apresentação em São Paulo, disse que os momentos de silêncio foram "raros" e chamou sua performance de "forte".
Mauro Ferreira, do G1, elogiou a produção do show e a performance de Sandy, dizendo que ela "[...] mostrou evolução como intérprete e como compositora, se expandindo em cena em apresentação coesa." Ferreira ainda afirmou que "Ver e ouvir Sandy caindo com desenvoltura no swing pretensamente jazzístico dos arranjos das músicas No escuro e Ponto final é a prova irrefutável da evolução da artista." Ele também observou a reação do público que a assistia e disse que eles ficaram "Cego[s] pelo brilho reluzente da estrela dessa cena". Escrevendo para o Diário de Pernambuco, Mariana Simões disse que a turnê é uma "prova" de que Sandy "sabe se reinventar".

## Setlist
A turnê estreou no dia 17 de agosto de 2018 na cidade de Paulínia com apenas duas faixas inéditas do álbum Nós, Voz, Eles na setlist: "Areia" e "No Escuro". Conforme as canções do projeto são lançadas, Sandy as inclui na setlist, enquanto retira outras faixas, até que todas as canções do álbum sejam adicionadas ao show. A setlist é composta pelas faixas inéditas do álbum Nós, Voz, Eles e canções de seus álbuns anteriores, como Manuscrito, Sim e Meu Canto, bem como algumas canções de Sandy & Junior e covers.
1. "Respirar"
2. "Escolho Você"
3. "Pés Cansados"
4. "Nosso Nós"
5. "Areia"
6. "Ela/Ele"
7. "Perdida e Salva"
8. "As Quatro Estações"
9. "Grito Mudo"
10. "Morada"
11. "Eu Pra Você"
12. "No Escuro"
13. "Ponto Final"
14. "Tempo"
15. "Pra Me Refazer"
16. "Um Dia Bom, Uma Dia Besta"
17. "Me Espera"
18. "Eu Acho que Pirei"
19. "Preciso de Você"
20. "Aquela dos 30"

## Banda
- Mario Lima (bateria)
- Michel Cury (piano)
- Tiago Palone (baixo)
- Edu Tedeschi (guitarra e violão)
- João Milliet (guitarra e violão)[3]

## Datas
| Data                    | Cidade              | País   | Local                               |
| ----------------------- | ------------------- | ------ | ----------------------------------- |
| 17 de agosto de 2018    | Paulínia            | Brasil | Theatro Municipal de Paulínia       |
| 18 de agosto de 2018    | Paulínia            | Brasil | Theatro Municipal de Paulínia       |
| 25 de agosto de 2018    | Rio de Janeiro      | Brasil | Vivo Rio                            |
| 30 de agosto de 2018    | São Paulo           | Brasil | Credicard Hall                      |
| 31 de agosto de 2018    | São Paulo           | Brasil | Credicard Hall                      |
| 22 de setembro de 2018  | Porto Alegre        | Brasil | Teatro do Bourbon Country           |
| 23 de setembro de 2018  | Florianópolis       | Brasil | Centro de Cultura e Eventos da UFSC |
| 28 de setembro de 2018  | Curitiba            | Brasil | Teatro Guaíra                       |
| 5 de outubro de 2018    | Belo Horizonte      | Brasil | Km de Vantagens Hall                |
| 20 de outubro de 2018   | Sorocaba            | Brasil | Centro de Eventos Sallimas          |
| 25 de outubro de 2018   | Recife              | Brasil | Teatro Guararapes                   |
| 26 de outubro de 2018   | Natal               | Brasil | Teatro Riachuelo                    |
| 10 de novembro de 2018  | Fortaleza           | Brasil | La Maison                           |
| 24 de novembro de 2018  | São José dos Campos | Brasil | Club Luso Brasileiro                |
| 9 de dezembro de 2018   | São Paulo           | Brasil | Espaço das Américas                 |
| 15 de dezembro de 2018  | Ribeirão Preto      | Brasil | Centro de Eventos Ribeirão Shopping |
| 18 de dezembro de 2018  | São Paulo           | Brasil | Credicard Hall                      |
| 22 de dezembro de 2018  | Rio de Janeiro      | Brasil | Km de Vantagens Hall                |
| 16 de fevereiro de 2019 | Jaguariúna          | Brasil | Red Eventos                         |
| 17 de fevereiro de 2019 | Santos              | Brasil | Mendes Convention Center            |
| 22 de fevereiro de 2019 | Goiânia             | Brasil | Teatro Rio Vermelho                 |